# Хроно Турен — Токсиньи (женская)
Хроно Турен — Токсиньи (фр. Chrono de Touraine-Tauxigny) — шоссейная однодневная велогонка, проходившая по территории Франции с 2004 по 2018 год.

## История
Гонка проводилась в формате индивидуальной гонки с раздельным стартом в рамках национального элитного календаря Федерации велоспорта Франции.
Маршрут гонки проходил в окрестностях Токсиньи в департаменте Эндр и Луара (историческая область Турен). Протяжённость дистанция была от 17,5 до 18 км. Гонка проводилась в первой половине сентября.

## Призёры
| Год  | Победитель          | Второй          | Третий           |
| ---- | ------------------- | --------------- | ---------------- |
| 2004 | Кристель Ноэльек    | Бенедикт Гийо   | Луиза Продомм    |
| 2005 | Эмманюэль Мерло     | Стефани Виль    | Энни Тома        |
| 2006 | Карин Готар-Руссель | Жюли Дерюэль    | Эмманюэль Мерло  |
| 2007 | Карин Готар-Руссель | Эмманюэль Мерло | Жюли Дерюэль     |
| 2008 | Эмманюэль Мерло     | Энни Тома       | Орнелла Крони    |
| 2009 | Магали Фино-Левье   | Энни Тома       | Кристель Ноэльек |
| 2010 | Эмманюэль Мерло     | Стефани Виль    | Энни Тома        |
| 2011 | Эмманюэль Мерло     | Анжелика Сюро   | Орор Верхувен    |
| 2012 | Орор Верхувен       | Сандра Лео      | Кэрол Валле      |
| 2013 | Эмманюэль Мерло     | Орор Верхувен   | Стефани Виль     |
| 2014 | Орор Верхувен       | Солен Винсот    | Анжелика Сюро    |
| 2015 | Анаис Валиаванос    | Тайфен Дюпас    | Марин Мож        |
| 2016 | Тереза Хобанккс     | Марион Боррас   | Клара Коппони    |
| 2017 | Тереза Хобанккс     | Марион Боррас   | Мари Ле Нет      |
| 2018 | Одри Кордон         | Мари Ле Нет     | Жад Вьель        |